# 지우다
지우다(Here I Am)는 써니힐의 디지털싱글 앨범이다. 2014년 11월 25일 뮤직비디오 티저가 공개되었고 27일 정식으로 공개되었다

## 특징
- 이별 후의 아픔을 노래하는 곡이다
- KZ,전다운,미친감성이 공동 프로듀싱한 곡
- 어쿠스틱,일렉트로닉,발라드 세 가지의 장르가 혼합된 독특한 형식의 곡
- 써니힐멤버 미성이 작사로 참여하였다[3]
- 같은 소속사 보이그룹인 히스토리의 멤버 김시형이 뮤직비디오에 출연하였다[3]
- 캘리그래피 이벤트를 통해 뽑힌 손글씨를 곡 제목 디자인으로 썼다

## 트랙리스트

### 지우다 (Here I Am)
| #  | 제목                         | 작사 | 작곡               | 편곡 | 재생 시간 |
| -- | ---------------------------- | ---- | ------------------ | ---- | --------- |
| 1. | 〈지우다 (Here I Am)〉       | 미성 | KZ,전다운,미친감성 | 3:38 |           |
| 2. | 〈지우다 (Here I Am)(Isnt)〉 |      | KZ,전다운,미친감성 | 3:38 |           |

## Yutube 영상
- "써니힐 - 지우다 (Here I Am)" MV